# Muspelheim
Muspelheim (staronordijski: Múspellsheimr), također i Muspell (staronordijski: Múspell), u nordijskoj mitologiji zemlja vatre i vreline, jedan od devet svjetova na Stablu svjetova Yggdrasilu. Nalazi se na suprotoj strani od Niflheima. Spajanjem vatre Muspelheima i leda Niflheima nastao je u bezdanu Ginnungagapu div Ymir.
Muspelheimom vlada vatreni div Surt koji će, kad počne Ragnarok, svojim plamenim mačem zapaliti cijeli svijet.

## Vanjske poveznice
- Pantheon.org  Arhivirana inačica izvorne stranice od 28. svibnja 2014. (Wayback Machine)
- Norse-mythology.org